# 육군이동외과병원

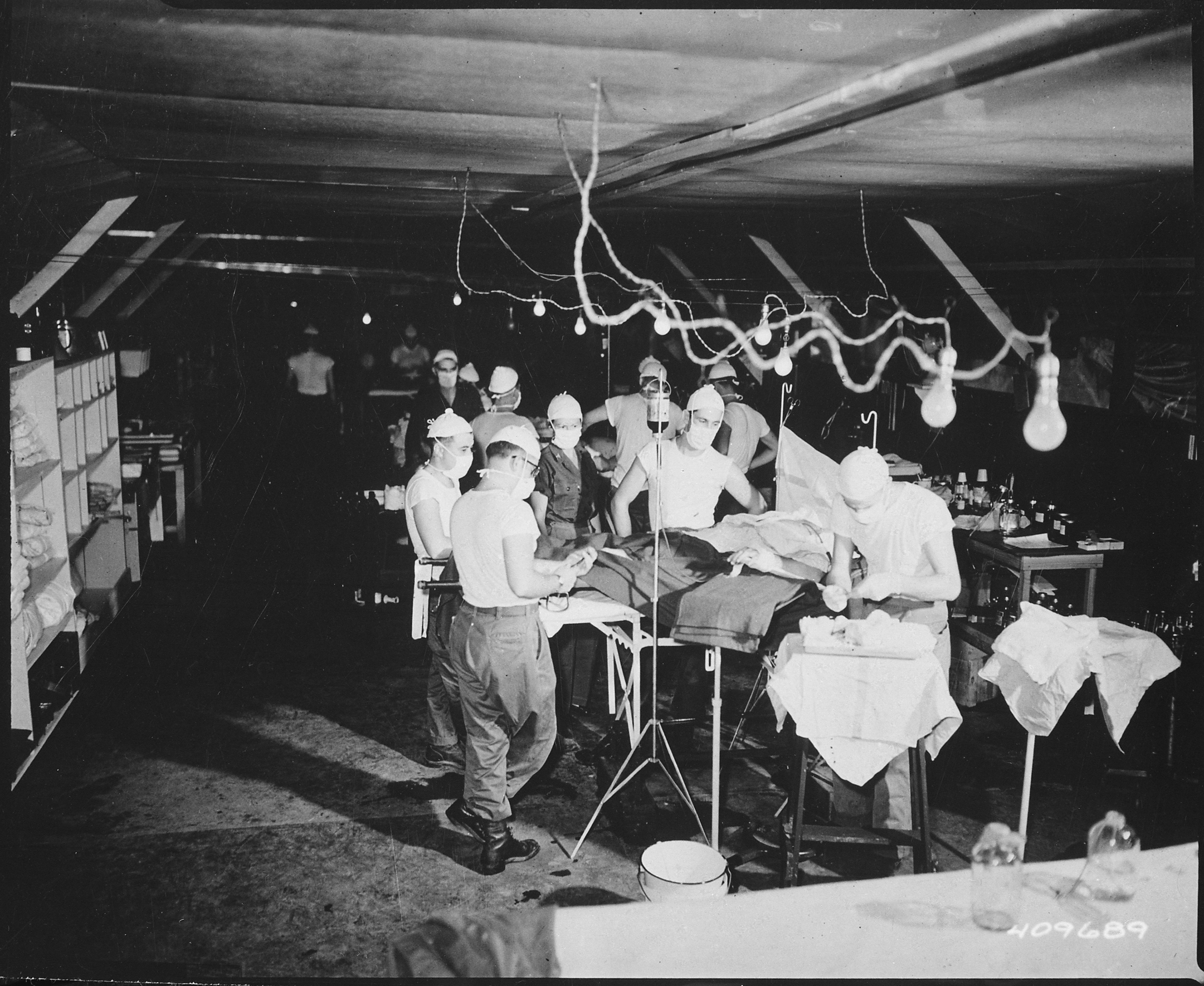
한국전쟁 당시의 매시

육군이동외과병원(Mobile Army Surgical Hospital, MASH, 매시)은 미국의 야전병원 의무부대이다.
1946년에 구식인 제2차 세계 대전 당시 보조 외과 그룹 병원 부대를 대체하기 위해 개념화된 미 육군 야전 병원 부대였다. MASH 부대는 한국전쟁부터 걸프전까지 운용되다가 2000년대 초반에 단계적으로 폐지되었다. 각 MASH 부대에는 60개의 병상이 있었으며 수술, 간호, 기타 입대 및 장교 직원이 항상 이용 가능했다. MASH 부대는 10,000~20,000명 이상의 군인을 지원함으로써 군사 의학에서 중요한 역할을 담당했다. 이 병동은 다른 병동에 비해 사망률이 낮았다. 병원까지의 이송 시간이 더 짧았고, 그 결과 부상이 처음 지속된 후 첫 1시간인 "가장 중요한 시간"인 "골든 아워" 내에 사망하는 환자가 더 적었기 때문이다. 미 육군은 2006년 2월 16일 마지막 MASH 부대를 해체했으며, 육군 이동외과병원의 후계자는 전투지원병원이다.

## 같이 보기
- 6.25 전쟁 의료지원단 파견 국가
- 배틀 서커스
- 야전병원
- 매시 (영화)
- 매시 (드라마)